# Грументо Нова
Грумѐнто Но̀ва (на италиански: Grumento Nova, до 1932 г. Saponara di Grumento, Сапонара ди Грументо) е село и община в Южна Италия, провинция Потенца, регион Базиликата. Разположено е на 881 m надморска височина. Населението на общината е 1727 души (към 2010 г.).